# Michael Currie
Michael Currie (nombre de nacimiento, Herman Christian Schwenk Jr.; Kingston (Nueva York), 24 de julio de 1928 – 22 de diciembre de 2009) fue un actor estadounidense, que apareció en diferentes películas y series de televisión. 

## Biografía
Curris fue hijo de Herman C. Schwenk y Mabel Lockwood y comenzó su carrera en 1964. Tuvo papeles en la película de Clint Eastwood como La gran pelea (Any Which Way You Can) (1980) y Firefox (1982). También interpretó al teniente Donnelly en la cuarta entrega de "Harry el Sucio" llamado Impacto súbito (Sudden Impact) (1983) y en su secuela de 1988 La lista negra (The Dead Pool).
Currie también tuvo papeles en películas de terror como Muertos y enterrados (Dead & Buried) (1981) y Halloween III: El día de la bruja (Halloween III: Season of the Witch) (1982). Otras apariciones son Cambio de esposas (Loving Couples) (1980), Aterriza como puedas II (Airplane II: The Sequel) (1982), Vuelo a las estrellas (Starflight: The Plane That Couldn't Land) (1983), El experimento Philadelphia (The Philadelphia Experiment) (1984), Ecos de guerra (Distant Thunder) (1988), El hombre sin rostro (The Man Without a Face) (1993) y La teniente O'Neil (G.I. Jane) (1997).
Currie protagonizó la serie de televisión Sombras tenebrosas (Dark Shadows) como Sheriff Jonas Carter. Hizo apariciones en muchas otras series como Lou Grant, MASH, Barney Miller, Cheers, Homicide: Life on the Street y Law & Order.

## Filmografía seleccionada
| Año  | Título en español                 | Título original                    | Papel                            |
| ---- | --------------------------------- | ---------------------------------- | -------------------------------- |
| 1964 | Los conflictos de Jack            | The Troublemaker                   | Inspector eléctrico              |
| 1980 | Cambio de esposas                 | Loving Couples                     | Ken                              |
| 1980 | La gran pelea                     | Any Which Way You Can              | Oficial de Wyoming               |
| 1981 | Muertos y enterrados              | Dead & Buried                      | Herman                           |
| 1982 | Firefox                           |                                    | Capitán Seerbacker               |
| 1982 | Halloween III: El día de la bruja | Halloween III: Season of the Witch | Rafferty                         |
| 1982 | Aterriza como puedas II           | Airplane II: The Sequel            | Empresario #1                    |
| 1983 | Impacto súbito                    | Sudden Impact                      | Teniente Donnelly                |
| 1984 | El experimento Philadelphia       | The Philadelphia Experiment        | Magnussen                        |
| 1988 | La lista negra                    | The Dead Pool                      | Capitán Donnelly                 |
| 1988 | Ecos de guerra                    | Distant Thunder                    | Entrenador Swabey                |
| 1993 | El hombre sin rostro              | The Man Without a Face'            | Mr. Cameron, General Store Owner |
| 1997 | La teniente O'Neil                | G.I. Jane                          | Comisionado Speaker              |